# Архангел (роман Гарріса)
«Архангел» (англ. Archangel) — роман Роберта Гарріса, дія якого відбувається в Російській Федерації. Він був опублікований у 1998 році та адаптований для телебачення BBC у 2005 році.

## Короткий зміст сюжету
Під час участі в конференції в Москві історик Крістофер «Флюк» Келсо зустрічає старого на ім’я Папу Рапава, який стверджує, що був присутнім при смерті Йосипа Сталіна. Відразу після смерті Сталіна Лаврентій Берія нібито вжив заходів для збереження чорного блокнота, який вважається секретним щоденником Сталіна. Рапава провів роки на Колимі після того, як влада намагалася витягнути з нього місцезнаходження книги, але він ніколи не розкривав його, хоча він знав, що тіньові агенти все ще стежать за ним, якщо він наблизиться до таємничої речі.
Зрештою Келсо знаходить блокнот, який Рапава залишив своїй дочці перед тим, як його знову схопили та закатували до смерті. Виявляється, це спогади молодої дівчини, обраної Сталіним матір’ю його таємного спадкоємця. Йдучи по слідах до віддаленого північного міста Архангельська, Келсо зустрічається віч-на-віч із сином Сталіна.
Вирощений у хатині, наповненій особистими речами Сталіна, записами та записами промов, син є фізичною та ідеологічною копією свого батька. Виявилося, що він убив чоловіка та дружину, агентів КДБ, які виховували його з дитинства, коли він вирішив, що вони не заслуговують довіри. Молодому Сталіну сказали, що його пошлють за ним, коли йому прийде час взяти на себе контроль над своєю країною, і він вірить, що Келсо є обіцяним посланцем.
Сталін долає спецназ, посланий для його ліквідації, що насторожує Келсо його безжальним і безпристрасним застосуванням насильства, і він сідає на поїзд, що прямує до Москви. На кожній станції збираються все більші натовпи, щоб побачити очевидне воскресіння відомого диктатора, і, здається, він міг би просто пройти через двері Кремля та взяти на себе командування.
Коли він виходить з поїзда в Москві, дочка Рапави, яка пробралася в натовп на вокзалі, дістає пістолет свого батька. На цьому роман закінчується.

## Телевізійна адаптація
Сценаристи Дік Клемент і Ян Ла Френе придбали права і сподівалися зняти кіноверсію, але не змогли знайти достатньої підтримки. На цей захід вони написали трисерійну телевізійну версію з Деніелом Крейгом, Катериною Редніковою, Габріелем Махтом і Автанділом Махарадзе в ролі Йосипа Сталіна. Адаптація була показана на BBC One у березні 2005 року. Режисером був Джон Джонс, а екранізацію зняв Крістофер Холл для власного драматичного відділу BBC у співпраці з незалежною виробничою компанією Power і Baltic Film Services. Його знімали частково на місці в Москві, а також у Ризі, Латвія. Пізніше в тому ж році він вийшов на DVD.